# Empis kyushuensis
Empis kyushuensis är en tvåvingeart som beskrevs av Frey 1953. Empis kyushuensis ingår i släktet Empis och familjen dansflugor. Inga underarter finns listade i Catalogue of Life.